# Parafia Podwyższenia Krzyża Świętego w Polanowie
Parafia pw. Podwyższenia Krzyża Świętego w Polanowie – rzymskokatolicka parafia należąca do dekanatu Polanów, diecezji koszalińsko-kołobrzeskiej, metropolii szczecińsko-kamieńskiej. Siedziba parafii mieści się przy ulicy Jana Pawła II 1 w Polanowie, 

## Historia parafii

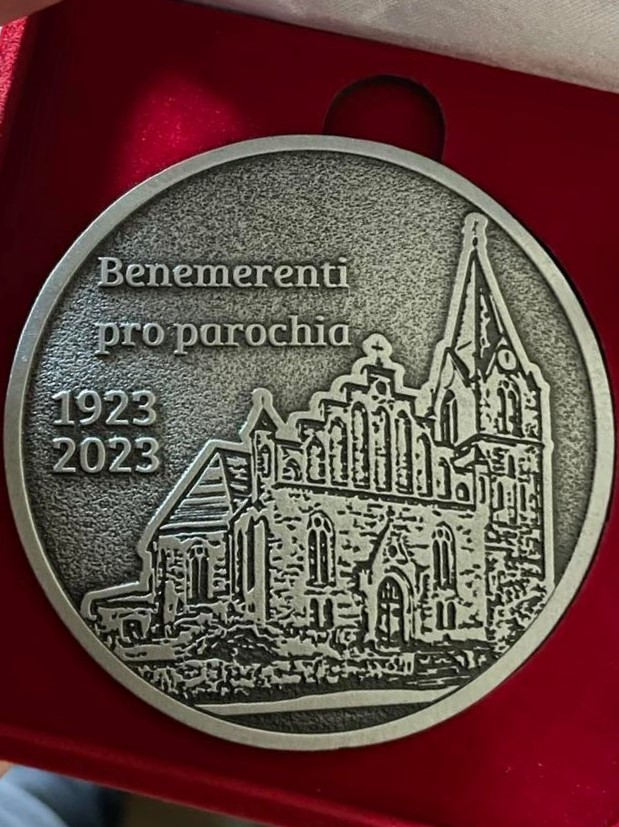
Benemerenti awers

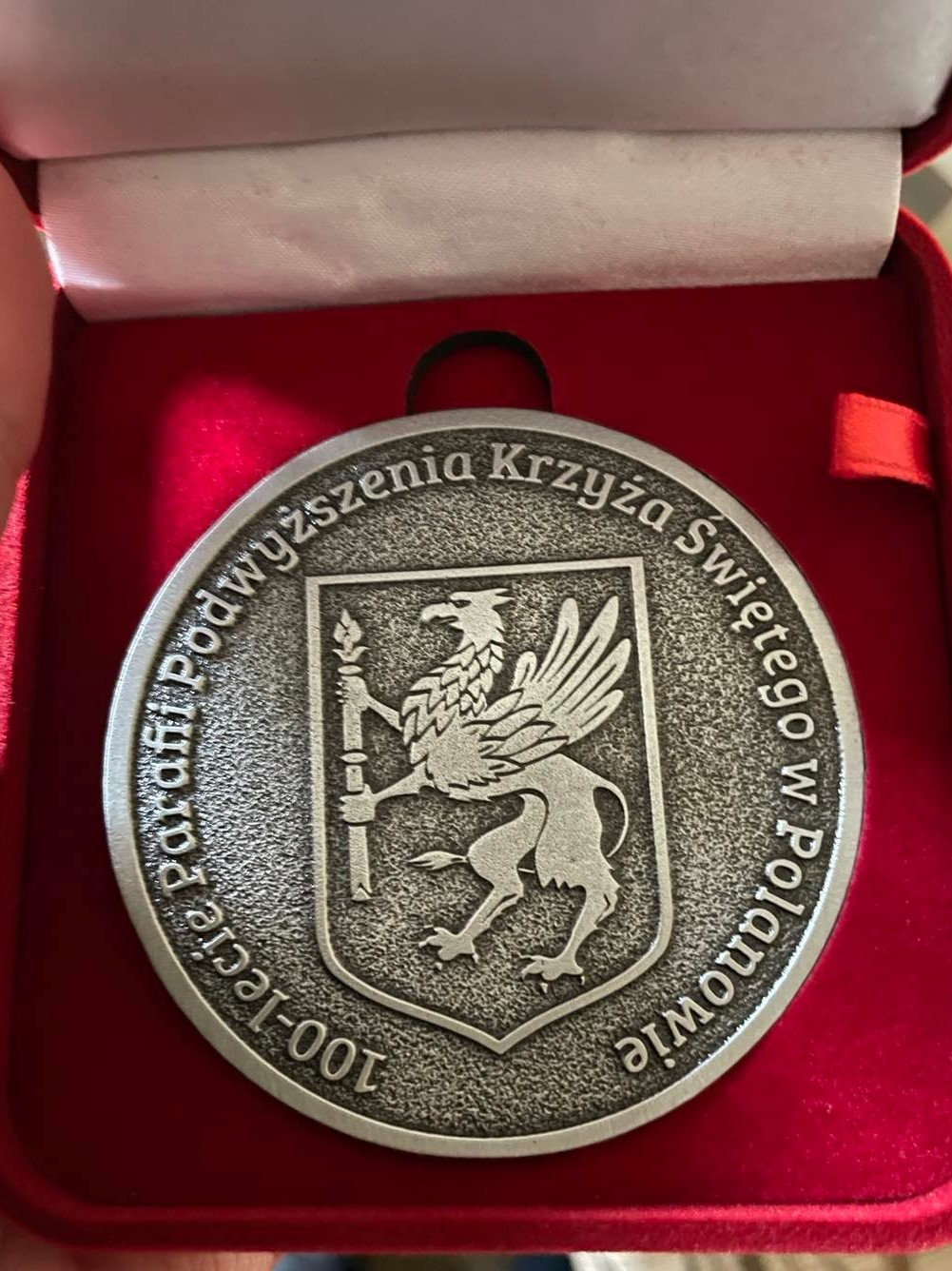
Benemerenti rewers

Pod koniec XIX wieku wzrastająca liczba katolików, skłoniła koszalińskich duszpasterzy do starania się o utworzenie w Polanowie samodzielnej świątyni. Od 1900 roku nabożeństwa odprawiane były w dwupokojowym lokalu mieszkalnym. Rozpoczęto więc energiczne starania do wybudowania kaplicy. 15 kwietnia 1908 roku ustanowiona została gmina wyznaniowa w Polanowie, jej duszpasterzem został ksiądz Karol Herold. 
W 1909 roku zamieszkał w Polanowie ks. Richard Szala. Od początku starał się on o budowę kaplicy czego efektem było opracowanie przez architekta koszalińskiego Czesława Tarka planu przyszłej kaplicy. Opracowany projekt został zatwierdzony przez komisję kościelną, a 22 sierpnia 1911 roku minister wyznań wyraził zgodę na budowę. 24 października 1911 roku rozpoczęto prace budowlane, a 10 listopada 1911 roku wmurowano kamień węgielny pod przyszłą świątynię. Wiosną 1912 roku zakończono budowę kaplicy. Konsekracji dokonał dnia 28 marca 1912 roku ks. dr Piontek. 1 kwietnia 1923 roku utworzono kurację Polanów. Kuratusem został ustanowiony 15 sierpnia 1936 roku, ks. Józef Gunhel.
Po zakończeniu II wojny światowej Polanów należał do Ordynariatu Gorzowskiego Administracji Apostolskiej, dekanatu Sławno. Obecnie jest samodzielną parafia i siedzibą dekanatu w diecezji koszalińsko-kołobrzeskiej.
W 2023 z okazji jubileuszu 100-lecia parafii po raz pierwszy nadane zostało diecezjalne odznaczenie kościelne (medal)  (łac. Dobrze Zasłużonemu dla Parafii), nawiązujące do przyznawanego duchownym i świeckim w dowód zasług dla Kościoła Katolickiego papieskiego odznaczenia Benemerenti.

## Obszar parafii

### Miejscowości i ulice
W granicach parafii znajdują się miejscowości:
- Polanów,
- Rzeczyca Wielka,
- Wielin,
- Dadzewo,
- Cetuń

### Liczebność parafian
Parafię zamieszkiwało 4337 wiernych.
W 2021 na stronie kurii zamieszczono liczbę: 3987 wiernych.

## Miejsca święte

### Kościół parafialny
Kościół pw. Podwyższenia Krzyża Świętego w Polanowie

### Kościół pomocniczy
- Kościół pw. Wniebowzięcia Najświętszej Maryi Panny w Polanowie[6]

### Kościoły filialne i kaplice
- Kościół pw. Miłosierdzia Bożego w Rzeczycy Wielkiej,[6]
- Kościół pw. Chrystusa Króla w Wielinie[6][5]

- Kościół pw. Matki Bożej Bramy Niebios w Polanowie[6]
- Punkt odprawiania Mszy św. w Domu Pomocy Społecznej w Cetuniu[6]
- Punkt odprawiania Mszy św. w Dadzewie[6]

## Działalność parafialna

### Zgromadzenia zakonne
- OFMConv (Franciszkanie Czarni)

## Proboszczowie
- ks. Walter Hruza (1945-1946)[7]
- ks. Wojciech Malinowski (1947-1949)[7]
- ks. Albin Mydlarz (1949-1951)[7]
- ks. Rufin Weis (1951-1956)[7]
- ks. Franciszek Kowalczyk (1956-1977)[7]
- ks. Ludwik Musiał (1977-1985)[7]
- ks. Zdzisław Lewicki (1985-1988)[7]
- ks. Wojciech Gappa (1988-2002)[7]
- ks. Roman Śledź (od 2002)[7]